# Jeri Ellsworth
Jeri Ellsworth, född 1974 i Yamhill, Oregon, är en amerikansk självlärd mikrochiptillverkare och entreprenör. Hon är mest känd för att 2004 ha utvecklat en bästsäljande Commodore 64-emulering i en joystick: C64 Direct-to-TV (C64 DTV).
Ellsworth växte upp i Dallas, Oregon där hon uppfostrades av sin far. Som ung övertalade hon sin far att få använda en Commodore 64 som egentligen tillhörde hennes bror. Hon lärde sig snabbt att programmera på datorn. När hon gick i high school tävlade hon med bilar, och designade själv tävlingsmodeller. Hon tjänade tillräckligt mycket pengar på detta för att hoppa av skolan och fortsätta med bildesign.
1995 bestämde hon sig för att sluta med bilar, och hon började arbeta med att sätta ihop och sälja datorer (primärt Intels 486:or). Efter ett bråk med sin kollega startade hon en egen kedja med datortillbehör i Oregon: "Computers Made Easy". Ellsworth sålde verksamheten 2000 och flyttade till Walla Walla i Washington och började studera kretskortsdesign vid Walla Walla College under ett år innan hon hoppade av utbildningen. Samma år besökte hon för första gången ett Commodore-expo där hon visade upp en prototyp av en videoexpansion till Commodore 64. Detta projekt utvecklades senare till C-One och sedan C64 Direct-to-TV.
Hon visade upp C-One på en teknologikonferens och sålde ett par hundra enheter.  Detta ledde också till att Ellsworth fick ett jobberbjudande från Mammoth Toys, ett företag som ville utveckla en  "computer in a chip" för en Commodore-emulerad joystick. Projektet startade i juni 2004, och produkten var färdig för försäljning julen samma år.  C64 Direct-to-TV sålde i över 500 000 exemplar.